# 드림 시나리오
《드림 시나리오》(영어: Dream Scenario)는 2023년 개봉한 미국의 블랙 코미디 판타지 영화이다. 크리스토페르 보르글리가 감독과 각본을 맡았다.
2023년 9월 9일 제48회 토론토 국제 영화제에서 최초 상영되었으며, 2023년 11월 1일 A24에 의해 제한 개봉된 후 11월 22일 상영관이 확대되었다. 대체로 긍정 평가를 받았으며, 2024년 제81회 골든 글로브상에서 니컬러스 케이지가 뮤지컬·코미디 영화 부문 남우주연상 후보에 올랐다.

## 줄거리
진화생물학 교수 폴은 일면식도 없는 무수한 사람들의 꿈에 등장하기 시작하면서 일종의 문화 현상으로 등극한다. 그러나 꿈속의 폴은 점점 폭력적이고 가학적으로 변해가고, 이로 인해 현실의 폴이 덩달아 비난을 받는다.  
악몽에서 기인한 심적외상에 시달리는 학생들이 수업을 거부함에 따라 폴은 대학 당국으로부터 강제로 휴가를 받는다. 식당에선 시비를 붙이는 사람들과 싸움이 벌어지고, 아내 재닛과도 헤어지게 된다. 폴은 자신을 두려워하며 딸의 학교 연극 공연을 못 보게 제지하는 교사와 실랑이를 벌이고, 이 과정에서 교사를 사고로 다치게 하면서 사람들에게 제압된다.  
이후 폴은 대중의 눈앞에서 사라지고 어느 순간부터는 사람들의 꿈속에 더 이상 나타나지 않는다. 그 사이 폴을 계기로 꿈을 잠재의식 공유 공간으로 활용하는 기술이 발명된다. 폴은 이 장치를 끼고 재닛의 꿈으로 들어가 언젠가 재닛이 폴에게 털어놓았던 판타지대로 재닛을 구한 뒤 이 꿈이 현실이었으면 좋겠다고 말한다.  

## 출연
- 니컬러스 케이지 - 폴 매슈스 역
- 줄리앤 니컬슨 - 재닛 매슈스 역
- 마이클 세라 - 트렌트 역
- 팀 메도스 - 브렛 역
- 딜런 걸룰라 - 몰리 역
- 딜런 베이커 - 리처드 역
- 케이트 벌랜트 - 메리 역
- 릴리 버드 - 소피 매슈스 역
- 제시카 클레먼트 - 해나 매슈스 역
- 데이비드 클라인 - 앤디 역
- 노아 센티네오 - 딜런 역
- 니컬러스 브론 - 브라이언 버그 역
- 앰버 미드선더 - 헤일리 역
- 릴리 가오 - 부동산업자 역
- 크리스타 브리지스 - 칼로타 역

## 기타
- 수입: 더쿱디스트리뷰션(대한민국)
- 공동제공: 스튜디오 산타클로스 엔터테인먼트(대한민국)